# They Only Come Out at Night (Lordi)
They Only Come Out at Night è un brano musicale del gruppo heavy metal finlandese Lordi, pubblicato nel 2007 come singolo estratto dall'album The Arockalypse.

## Tracce
1. They Only Come Out at Night (featuring Udo Dirkschneider) – 3:37
2. Midnight Mover (live) – 3:26